# Venom (film)
 For alternative betydninger, se Venom. (Se også artikler, som begynder med Venom)
Venom er en amerikansk superhelte-spillefilm fra 2018 instrueret af Ruben Fleischer efter et manuskript af Scott Rosenberg, Jeff Pinkner og Kelly Marcel, med Tom Hardy i titelrollen som Venom, med Michelle Williams som Ann Weying. Filmen er produceret af Columbia Pictures og Marvel Entertainment.
Sony begyndte at udvikle en Venom-film efter at karakteren fik sin biografdebut i Spider-Man 3 (2007). Planen var at starte et delt "filmunivers" med de Marvel-figurer som Sony ejede filmrettighederne til, selv om Sony også havde til hensigt at filmen skulle dele handlingsunivers med Spider-Man: Homecoming, som indgår i det såkaldte Marvel Cinematic Universe takket være en specialaftale mellem Sony og Marvel Studios.
Filmen begyndte optagelser i oktober 2017 i Atlanta, New York og San Francisco. Venom havde premiere i Los Angeles den 1. oktober, 2018 og fik premiere i de amerikanske biografer 5. oktober 2018 og den 11. oktober i Danmark. Filmen har indtjent over 856 millioner dollars over hele verden og satte adskillige indtjeningsrekorder i oktober måned, men modtog generelt negative anmeldelser fra anmeldere (også af de danske) for dets manuskript og inkonsekvent tone, selvom nogle priste Hardy's præstation.

## Handling
Efter en skandale, der resulterede i hans skilsmisse med sin kone (Michelle Williams), bestemmer journalisten Eddie Brock (Tom Hardy) sig i San Francisco, Californien for at undersøge firmaet Life Foundation, som drives af dr. Carlton Drake (Riz Ahmed). Men Brock kommer i kontakt med en udenjordisk symbiot, som Life Foundation forsker om. Brock og symbioten bliver forenet og han får superkræfter da han bliver forvandlet til den dødelige beskytter Venom.

## Rolleliste
- Tom Hardy – Eddie Brock / Venom[3]
- Michelle Williams – Anne Weying / She-Venom
- Riz Ahmed – Dr. Carlton Drake / Riot
- Scott Haze – Roland Treece
- Reid Scott – Dr. Dan Lewis
- Jenny Slate – Dr. Dora Skirth
- Melora Walters – Maria
- Peggy Lu – Mrs. Chen
- Malcolm C. Murray – Lewis Donate
- Sope Aluko – Dr. Rosie Collins
- Wayne Péré – Dr. Lloyd Emerson
- Michelle Lee – Donna Diego / Scream
- Mac Brandt – Bartendern Jack
- Woody Harrelson – Cletus Kasady (cameo)
- Stan Lee – Mand med hund (cameo)